# Костел Святого Северина (Северинівка)
Костел Святого Северина — занедбана церква, рештки якої знаходяться у с. Северинівка, Березівський район, Одеська область. Храм був заснований господарем маєтку села Северинівка Северином Потоцьким. Будівля розташована та території старовинного цвинтаря із кам'яними хрестами мальтійського типу.

## Історія
Парафія села Северинівка в різні часи налічувала від тисячі до півтори тисяч вірян-католиків, переважно польського походження. Римсько-католицький храм (іноді помилково називається греко-католицьким) був закладений у 1800 році та був освячений на честь Святого Северина. У 1801 році костел був освячений єпископом Кам'янець-Подільським Михайлом Сераковським. Костел в річні часи перебував у складі кількох єпархій — Кам'янець-Подільської, Могилевської і Тираспольської. У 1866 році парафію обслуговував куратор отець Нарцис Левицький, а перед Першою світовою війною настоятелем був отець Йоан Феч. Під час правління комуністів костел був перетворений на склад, дзвіниця була зруйнована.

## Сучасний стан
На даний час будівля костелу знаходиться у занедбаному напівзруйнованому стані.

## Галерея

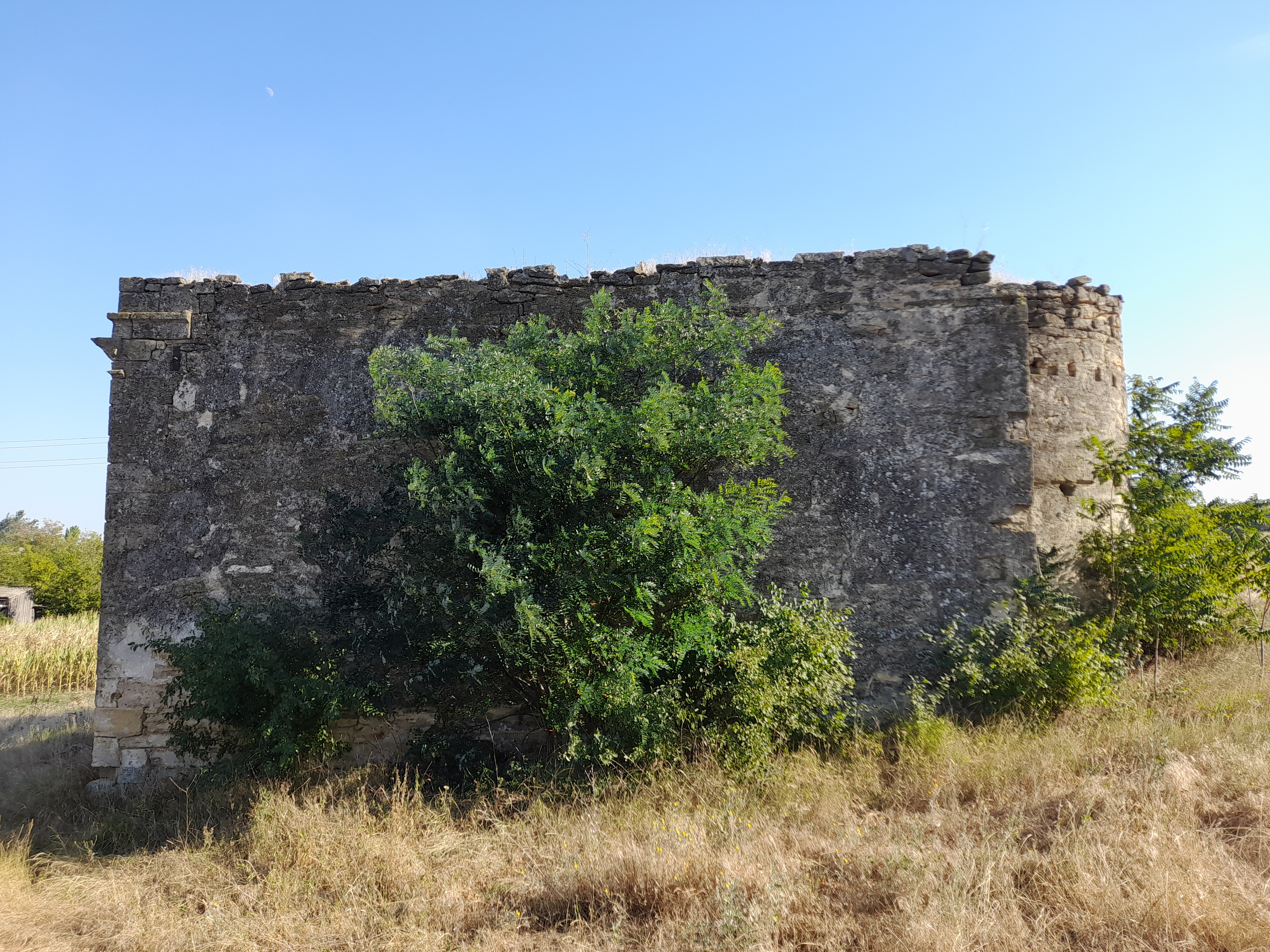
Загальний вигляд будівлі костелу
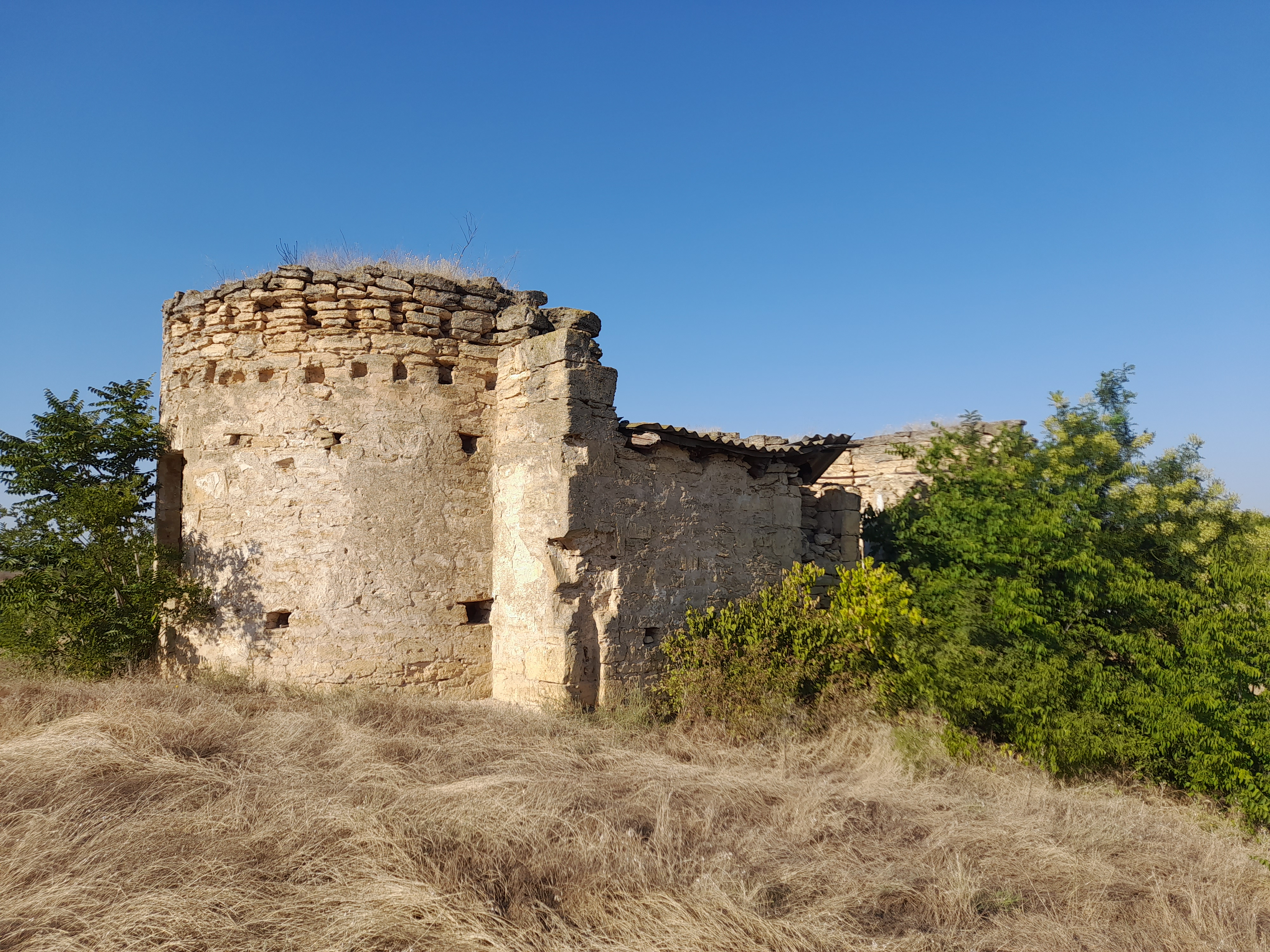
Західна частина
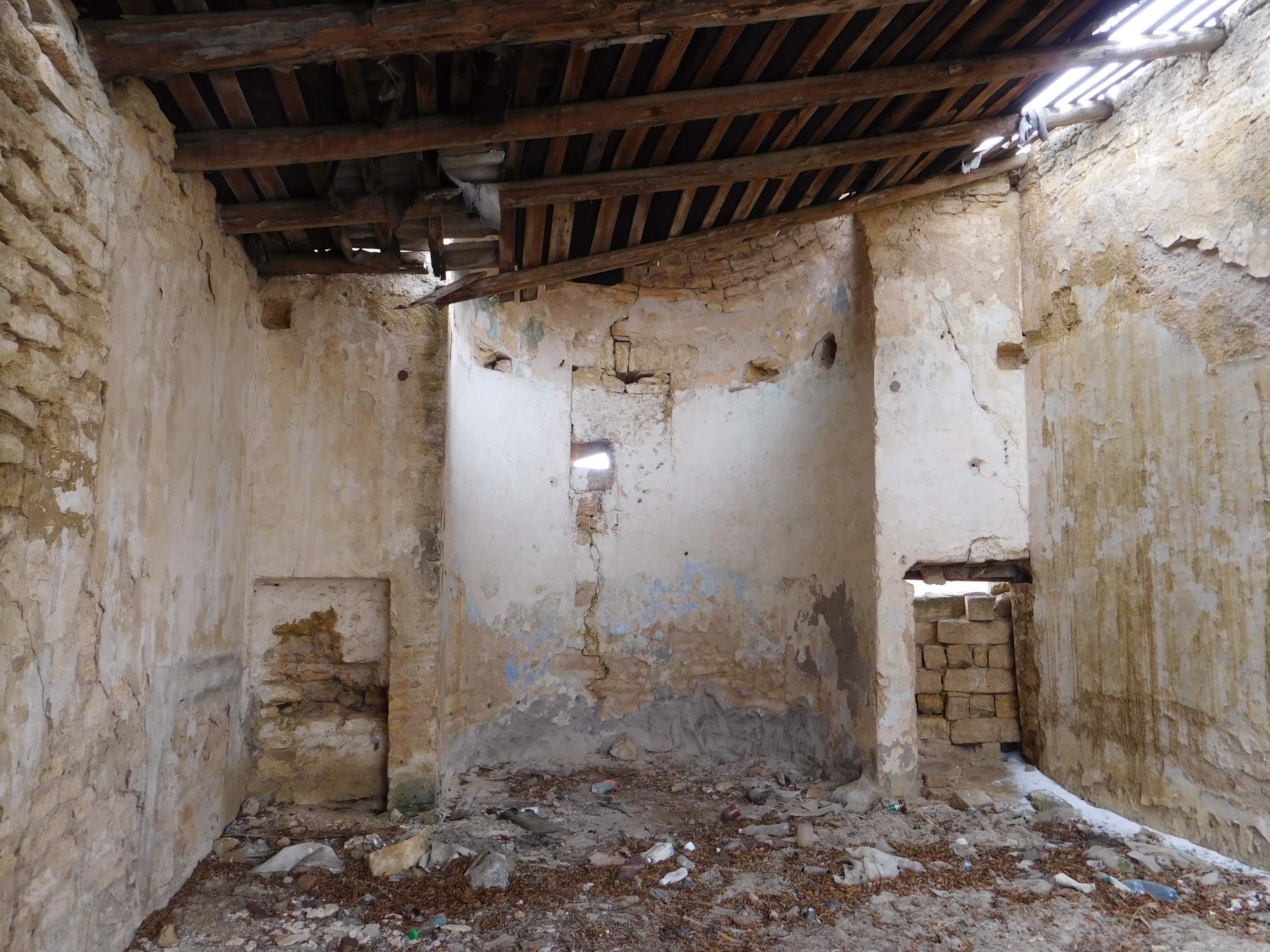
Костел з середини
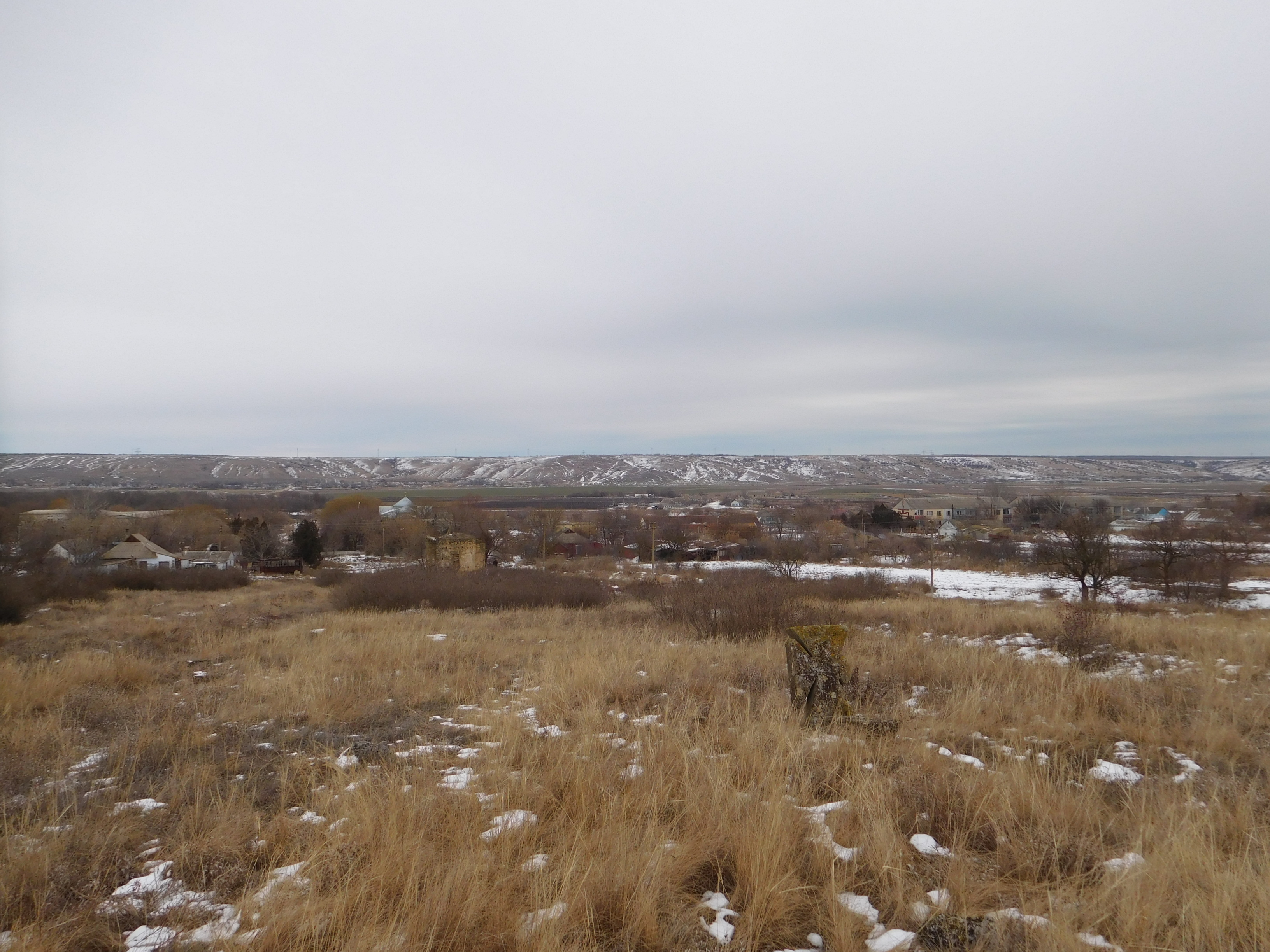
Панорама на село і руїни храму з козацького цвинтаря